# EX-109
La carretera EX-109 es de titularidad de la Junta de Extremadura. Su categoría es básica. Su denominación oficial es   EX-109 , de   A-66  a límite de provincia de Salamanca por Coria.